# Xã Zion, Quận Stearns, Minnesota
Xã Zion (tiếng Anh: Zion Township) là một xã thuộc quận Stearns, tiểu bang Minnesota, Hoa Kỳ. Năm 2010, dân số của xã này là 335 người.